# Warner (Oklahoma)
Warner – miasto w Stanach Zjednoczonych, w stanie Oklahoma, w hrabstwie Muskogee.